# Magniezia studiosorum
Magniezia studiosorum is een pissebed uit de familie Stenasellidae. De wetenschappelijke naam van de soort is voor het eerst geldig gepubliceerd in 1969 door Sket.